# Italia di Mezzo
L'Italia di Mezzo è stato un movimento politico fondato il 21 ottobre 2006 da Marco Follini, già segretario nazionale dell'UDC, che decide di abbandonare il partito e la coalizione di centrodestra di cui era membro fino a quel momento.
Nel quinquennio 2001-2006, Follini è stato la principale anima critica della Casa delle Libertà nella fase della sua esperienza di governo guidata da Silvio Berlusconi, criticando alcune scelte della coalizione e sostenendo un'alternativa neo-centrista di stampo puramente moderato.
Nel febbraio 2007 Follini vota la fiducia al governo di centrosinistra, guidato da Romano Prodi, e a maggio dello stesso anno aderisce al Comitato promotore del Partito Democratico, preannunciando il contestuale punto d'arrivo dell'Italia di Mezzo nel PD.

## Storia

### L'associazione politica
L'Italia di Mezzo nasce come libera associazione politica alla vigilia del referendum costituzionale del 2006, con il quale il corpo elettorale si esprime negativamente in merito alla riforma costituzionale in senso federalista ed esecutivista varata dal Governo Berlusconi. La Casa delle Libertà si schiera compatta per il "Sì" alla conferma della legge, ma nell'UDC emerge una frangia di contrari, che già nel 2004 avevano espresso delle riserve sull'approvazione della riforma.
Tra di essi ci sono Marco Follini, Bruno Tabacci e Gianmario Ferramonti, che raggruppano parte dei circoli centristi nella nascente Italia di Mezzo.

### L'Italia di mezzo, nuovo partito
Al di là dell'esperienza referendaria, l'Italia di Mezzo si trasforma in un vero e proprio partito politico quando Follini, senatore, decide di lasciare l'UDC, sostenendo che sia necessaria una rottura con l'attuale centrodestra: tra i parlamentari a seguirlo c'è il deputato Riccardo Conti; nella base dell'UDC, il nuovo partito individua vari esponenti locali.
Il 21 ottobre 2006, a Napoli, il movimento si trasforma in partito politico. Qui si decide la linea da seguire e si invitano a raccolta tutti i moderati che non si riconoscono nell'attuale bipolarismo, per creare insieme una nuova grande forza politica di centro. In Parlamento, Conti e Follini lasciano i rispettivi gruppi dell'UDC e si iscrivono al gruppo misto.
IdM sostiene, in questa fase, posizioni più moderate rispetto agli ex alleati e dimostra aperture sui temi di importanza collettiva anche nei confronti del Governo di centrosinistra in carica, guidato da Romano Prodi. Follini decide di non intraprendere manifestazioni contro la Finanziaria varata dal Governo Prodi, così come invece fanno gli altri partiti del centrodestra a Roma e a Palermo, sostenendo di appartenere ad una tradizione che preferisce le vie parlamentari alla piazza.

### Lo smarcamento dal centrodestra
Nella fase di consolidamento del suo nuovo partito, Follini annuncia che il suo obiettivo è quello di "dare voce a quella parte del Paese che sta nel mezzo tra Berlusconi e Prodi", sostenendo l'intenzione di avviare una collaborazione con Clemente Mastella, leader dei Popolari UDEUR, per dare vita - a lungo raggio - ad un progetto politico spiccatamente centrista.
Nel frattempo, delinea il suo definitivo smarcamento dal centrodestra. Nel gennaio 2007, intervenendo sul tema della leadership della Casa delle Libertà, Follini sostiene:

### Il sostegno al Governo Prodi
L'Italia di Mezzo assurge alle cronache nazionali in occasione della crisi che investe il Governo Prodi il 21 febbraio 2007, quando l'esecutivo non ottiene la maggioranza in Senato sulla mozione di politica estera presentata dal ministro D'Alema. Prodi presenta le sue dimissioni al Presidente della Repubblica Napolitano, il quale - dopo formali consultazioni dei gruppi parlamentari - invita il Governo a ripresentarsi dinnanzi alle Camere per riottenere la fiducia.
In tale circostanza, il senatore Follini decide di dare il suo sostegno alla maggioranza di centrosinistra che, davanti ad un Senato in cui la maggioranza gode di un esiguo scarto sull'opposizione, risulta decisivo. Follini, dunque, pur non entrando nell'alveo dei partiti di governo, formalizza una collaborazione parlamentare con l'Unione. Il deputato alla Camera Riccardo Conti invece vota contro la fiducia al governo ritenendo necessario mantenere una linea rigorosamente equidistante dai poli.

### Verso il Partito Democratico
Il 23 maggio 2007, Marco Follini rientra tra i 45 componenti del comitato promotore del Partito Democratico. Italia di Mezzo, pertanto, così come gli altri soggetti politici componenti del PD, ha concluso la sua azione politica contestualmente all'elezione dell'assemblea costituente del nuovo partito di centrosinistra, il 14 ottobre 2007.
(Marco Follini)
L'11 giugno 2007 Follini, in Senato, lascia il gruppo misto per aderire a quello dell'Ulivo.

### Verso il Movimento per l'Autonomia
Il 22 gennaio 2008 i resti del movimento Italia di Mezzo decidono di unirsi al Movimento per l'Autonomia pur mantenendo i nomi originari dei partiti, per cui il nuovo progetto politico - che intende presentarsi già alle prossime amministrative - si chiamerà L'Italia di centro-Movimento per l'autonomia.

## Congressi
- I Congresso (Congresso Costituente): Napoli, 21 ottobre 2006